# Crepidodera populivora
Crepidodera populivora är en skalbaggsart som beskrevs av Charles Christopher Parry 1986. Crepidodera populivora ingår i släktet Crepidodera och familjen bladbaggar. Inga underarter finns listade i Catalogue of Life.